# 河钢集团
河鋼集團有限公司是由中國河北唐山市的唐鋼，以及邯鄲市的邯鋼合併而成的鋼鐵省級國有企業。

## 历史
在2008年6月30日成立，前身為「河北鋼鐵集團有限公司」。其子公司包括擁有唐鋼、邯鋼、宣鋼、承鋼、舞鋼、衡板、財達證券、國貿、礦業及京唐。2017年粗钢產量超过4400萬噸，是中国第二大的鋼鐵集團，也是世界第四大钢铁企业。
旗下上市原本3家，由原唐鋼股份、邯鄲鋼鐵和承德鋼鈦合併改組為河北鋼鐵股份有限公司(深交所：000709)，統一股份上市。
2016年7月1日河北钢铁集团正式接手濒临破产的塞尔维亚斯梅代雷沃钢铁厂，成立河钢塞尔维亚钢铁公司。2016年河钢塞尔维亚钢铁公司出口额共计3.7亿欧元，为该国第二大出口企业。
2019年1月28日河北钢铁集团收購塔塔鋼鐵旗下東南亞鋼鐵業務，交易資產涉及新加坡大眾鋼鐵集團(NatSteel)全數權益及塔塔鋼鐵泰國67.9%權益，有關資產將被注入河鋼集團及塔塔鋼鐵旗下塔塔鋼鐵環球的合營企業，股權佔比為7比3。

## 連結
- 河鋼集團有限公司 （页面存档备份，存于）